# UFC on ESPN: Font vs. Vera
UFC Fight Night: Font vs. Vera (también conocido como UFC on ESPN 35 o UFC on ESPN: Font vs. Vera) fue un evento de artes marciales mixtas producido por Ultimate Fighting Championship que tuvo lugar el 30 de abril de 2022 en el UFC Apex en Enterprise, Nevada, parte del área metropolitana de Las Vegas, Estados Unidos.

## Antecedentes
Un combate de peso gallo entre Rob Font y Marlon Vera encabezó el evento. En el pesaje, Font pesó 138.5 libras, dos libras y media por encima del límite del combate no titular. El combate se desarrolló en un peso acordado y Font perdió el 20% de su bolsa a favor de Vera.
Se esperaba un combate de peso paja femenino entre la ex Campeona de Peso Atómico de Invicta FC y aspirante al Campeonato Femenino de Peso Paja de la UFC Jessica Penne y Luana Pinheiro en UFC Fight Night: Vieira vs. Tate en noviembre pasado, pero Penne se retiró del combate por razones no reveladas. El combate se volvió a reservar para este evento. Una vez más, se descartaron porque Pinheiro se retiró por una lesión no revelada.
Un combate de peso ligero entre Joe Lauzon y el ex aspirante al Campeonato de Peso Ligero de la UFC Donald Cerrone estaba programado para el evento. Sin embargo, el combate se trasladó a UFC 274 del 7 de mayo por razones no reveladas.
Estaba previsto un combate de peso ligero entre Jared Gordon y Rafael Alves. Sin embargo, Alves se retiró del evento por razones no reveladas y fue sustituido por Grant Dawson.
Se esperaba que Justin Tafa y Jake Collier se enfrentaran en un combate de pesos pesado en el evento. Sin embargo, Tafa se retiró del evento debido a razones no reveladas y fue reemplazado por el ex Campeón de Peso Pesado de la UFC Andrei Arlovski.
En este evento se esperaba un combate de peso mosca femenino entre Antonina Shevchenko y Cortney Casey. Sin embargo, el combate se pospuso a UFC Fight Night 209 en julio debido a que Shevchenko se lesionó la rodilla en un entrenamiento.
Se esperaba un combate de peso pesado entre Alexander Romanov y Chase Sherman una semana antes en UFC Fight Night: Lemos vs. Andrade. Sin embargo, el combate se retrasó a este evento después de que se considerara que Sherman no podía competir debido a un pequeño problema de salud.
En el evento se esperaba un combate de peso mosca entre Tatsuro Taira y Carlos Candelario. Sin embargo, pocas horas antes del evento el combate fue anulado debido a que Candelario sufría una enfermedad y fue reprogramado para UFC on ESPN: Błachowicz vs. Rakić.

## Premios de Bonificación
Los siguientes luchadores recibieron bonificaciones de $50000 dólares.
- Pelea de la Noche: Marlon Vera vs. Rob Font [a]
- Actuación de la Noche: Francisco Figuereido y Joanderson Brito

1. ↑  Rob Font no recibió el bono y en su lugar fue entregado a Marlon Vera debido a no alcanzar el peso de la categoría.